# Descrizione densa
La descrizione densa o thick description, termine coniato dal filosofo britannico Gilbert Ryle e successivamente applicato in vari ambiti di studio, consiste in un metodo di indagine e di organizzazione dei dati. In antropologia la descrizione densa (thick) si contrappone alla descrizione esigua (thin) o superficiale. Come il termine stesso suggerisce, si tratta appunto di una descrizione, a seguito di complesse analisi, su oggetti di interesse che possono essere sia tematiche astratte che eventi concreti. Una delle variabili determinanti che distingue una thick description da una thin description la si ha dal ruolo che nel corso della ricerca viene attribuito al contesto di riferimento. Questo, che viene considerato un fattore fondamentale dalla prima delle due descrizioni, viene invece spesso trascurato o non considerato proprio dalla seconda, che di solito piuttosto che addentrarsi tra le varie sfaccettature del discorso, come possono essere le possibili variabili intervenienti, preferisce  accontentarsi della formulazione di approssimazioni dialettiche. 
Se per esempio una persona strizza un occhio ad un amico, per comprendere il significato di questa azione apparentemente semplice si rende necessaria invece la conoscenza di tutta una serie di informazioni di contorno che aiutino ad inquadrarla come atto comunicativo, altrimenti questo dato potrebbe o essere interpretato come un impulso incontrollato, un difetto del muscolo palpebrale, un tic, ecc. oppure non essere proprio decifrato. 
Secondo i sostenitori di questo presupposto metodologico, soltanto la descrizione densa, correttamente usata, ha il potere di  produrre dati analiticamente rilevanti e deontologicamente corretti, evitando classici errori come quelli etnocentristi.